# Катажина Возняк
Катажина Бронислава Возняк (пол. Katarzyna Bronisława Woźniak, 5 жовтня 1989) — польська ковзанярка, олімпійська призерка.
Возняк виборола бронзову олімпійську медаль на Іграх у Ванкувері в командній гонці переслідування.
Нагороджена Лицарським хрестом Ордену Відродження Польщі.